# Suwak mongolski
Suwak mongolski, myszoskoczek mongolski, myszoskoczka mongolska, gerbil mongolski (Meriones unguiculatus) – gatunek gryzonia z podrodziny myszoskoczków w rodzinie myszowatych (Muridae), pochodzący z północno-wschodnich Chin oraz stepów Mongolii i Rosji.

## Systematyka
Pierwsze informacje na temat nowego dla nauki gatunku gryzonia żyjącego na stepach Mongolii wysłał do Paryża w 1866 Armand David, francuski misjonarz, który podczas podróży z Pekinu do północno-zachodnich Chin zobaczył „...żółte szczury z ogonami pokrytymi futrem...”. Pierwszy opis gatunku opublikował w 1867 Alphonse Milne-Edwards. Przyrodnik opisał te zwierzęta na łamach „Annales des sciences naturelles”, nadając im nazwę systematyczną Gerbillus unguiculatus. Rewizji opisanego już w 1811 przez Johanna Illigera rodzaju Meriones dokonali dopiero Chaworth-Musters i Ellerman w 1947 (zaktualizowanej później przez Ellermana i Morrisona-Scotta (1951)).

### Nazewnictwo
Nazwa rodzajowa Meriones nawiązuje do Merionesa (grec. Μηριόνης), zaś epitet gatunkowy unguiculatus wywodzi się z łacińskiego słowa ungius oznaczającego pazur (unguiculatus = posiadający pazury). Całość stanowi aluzję do ostrych siekaczy oraz czepnych i silnych pazurów suwaka mongolskiego. Nazwa „gerbil” pochodzi od arabskiego słowa yarbu (يربوع), które stanowi odniesienie do zamieszkiwanego przez te gryzonie zasolonego, pustynnego siedliska. Yarbu zostało przetłumaczone na łacinę jako „gerbo”, a na język angielski jako „gerbil”. 

## Budowa ciała

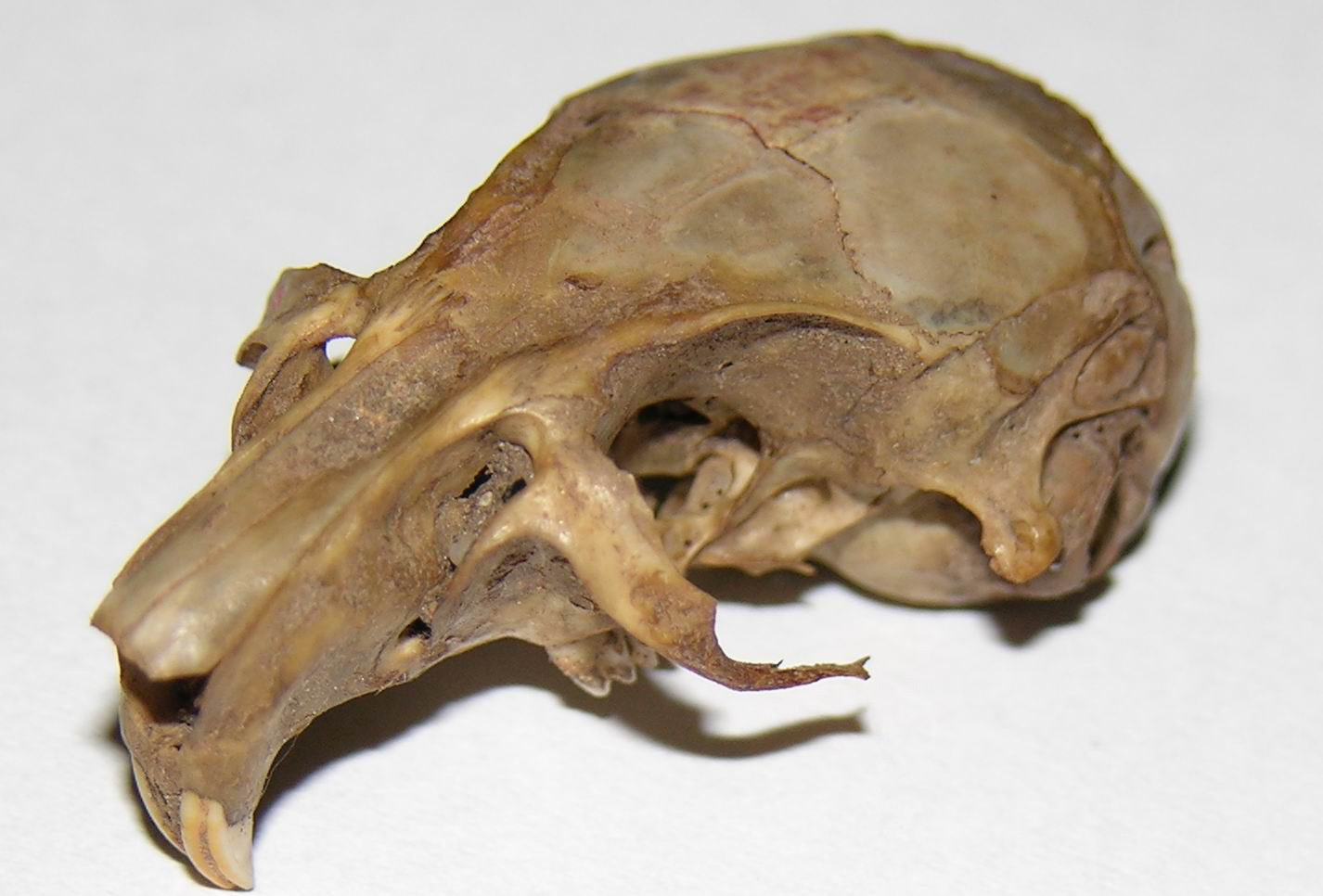
Czaszka suwaka mongolskiego

Spody łap pokrywa sierść z wyjątkiem fragmentu koło pięty. Pazury są czarne. Czaszka, stosunkowo dość szeroka, liczy sobie do 40 mm długości. Sierść ma ok. 10 mm długości i jest przeważnie jasnobrązowa z czarnym przeplotem, u podstawy włos szary. Od spodu tułowia sierść biała lub lekko podpalana — również szara u podstawy włosa. Ogon pokryty sierścią stanowi ok. 70% (czasami do 90%) długości ciała (tułowia z głową) i jest zakończony kitką z czarnym włosem do 20 mm. Uszy z zewnątrz pokryte krótką sierścią, nieco podpalane, przyprószone bielą. Oczy czarne, wypukłe. Dookoła oczu i na policzkach sierść podpalana. Tylne kończyny są drobne, nieco wydłużone. Samce są nieco większe od samic.
| Część ciała   | przedział | wymiar średni |
| ------------- | --------- | ------------- |
| tułów z głową | 97–132 mm | 114,5 mm      |
| ogon          | 85–106 mm | 95,5 mm       |
| tylne łapy    | 24–32 mm  | 28 mm         |
| uszy          | 13–15 mm  | 14 mm         |
| czaszka       | 30–36 mm  | 33 mm         |

### Uzębienie
Meriones unguiculatus ma uzębienie o charakterze hypsodontycznym, co oznacza zęby o krótkich korzeniach i masywnej koronie. Górne zęby mają podłużną bruzdę na zewnętrznych ścianach. Formuła uzębienia: 1/1, 0/0, 0/0, 3/3.

## Rozmieszczenie geograficzne
Meriones unguiculatus w naturze żyje na terenie wschodniej Azji na suchych stepach i półpustyniach, unikając terenów leśnych, wysokogórskich oraz pustyni właściwych. Występuje na większej części Mongolii, lecz nie ma jej w wyższych częściach gór Ałtaju Mongolskiego, Changaj oraz Ałtaju Gobijskiego i Chentej. Nie ma jej w tajdze na północy, w środku oraz na wschodzie kraju. Nie ma jej w pustynnych częściach Gobi Mongolii. W rezultacie obecna jest we wszystkich ajmakach Mongolii oprócz chubsugulskiego. Najdalej wysuniętym na zachód punktem globalnego arealu gatunku jest kotlina jeziora Aczit nuur. W Rosji areał gatunku przenika przez granicę południową Syberii Wschodniej z Mongolią i Chinami. W Rosji są najdalej wysunięte północne części globalnego zasięgu występowania gatunku: na suchych stepach i w półpustyniach Tuwy południowej, na suchych stepach Buriacji południowej oraz południa Kraju Zabajkalskiego. W Chinach są wschodnie i południowe części zasięgu występowania gatunku. Z Mongolii Wschodniej areał przenika do terenu Mongolii Wewnętrznej, gdzie jest ograniczony tajgą gór Wielkiego Chinganu na wschodzie oraz pustynią Ałaszan na zachodzie południowym. Przez relatywnie niską bezleśną część południowego Wielkiego Chinganu areał gatunku przenika do Mandżurii tworząc kres zachodni zasięgu występowania gatunku. Gatunek jest obecny w otoczeniu miasta Tailai na południowym zachodzie prowincji Heilongjiang, w trzech punktach prowincji Liaoning: Kangping (na północno-zachodniej granicy prowincji), Dawa oraz Jianchang (na zachodzie południowym). Dalej na południe granica występowania gatunku biegnie przez Langfang (prowincja Hebei), Wuxiang w centrum prowincji Shanxi. Dalej granicą jest południowy kraj Ordosu oraz Wyżyny Lessowej (północna część prowincji Shaanxi). Zachodnią część areału gatunku w Chinach tworzą Ningxia oraz Gansu, gdzie w okolicach Tongwei jest najbardziej południowy punkt globalnego areału, lecz w okolicach Mazong Shan jest najbardziej zachodni punkt występowania gatunku w Chinach. Przez wiele lat zoolodzy badali, czy poszczególne skupiska Meriones unguiculatus stanowią wspólny gatunek. W 1971 Elizabeth Gulotta dzieliła suwaki na cztery podgatunki i wskazywała na konkretne stanowiska geograficzne:
1. M. unguiculatus unguiculatus (syn. Chihfengensis) — za wynikami badań Ellermana i Morisson-Scotta[18] (1951) — wszystkie znane miejsca występowania — poza Mandżurią,
2. M.unguiculatus Kurauchii Mori, 1930 — (na podstawie tych samych badań) w obrębie Mandżurii,
3. M.u. selenginus Heptner, 1949 — za opracowaniem Bobrinskiego, Kuzniecowa i Kuziakina[16] z 1965 — lokalizacje na terenie rosyjskiego Zabajkala,
4. M.u. Kozlovi Satunin, 1902 — w dolnej części biegu rzeki Kobdo w Mongolii[16].

Obecnie jednak taksonomia zalicza suwaki mongolskie do jednego wspólnego gatunku, więc M. unguiculatus ma siedliska we wszystkich wymienionych wyżej regionach.

### Siedlisko
Suwak mongolski, podobnie jak chomiki, żyje w norach, z dala od wody. Nory kopie w suchym piasku lub ilastej glebie na stepach i równinach. System nor daje suwakom ochronę przed drapieżnikami, ekstremalnymi warunkami pogodowymi, pozwala na bezpieczne wychowywanie potomstwa i składowanie żywności. W zależności od ukształtowania i specyfiki terenu budowa nor może być zróżnicowana. Tunele mają zwykle około 4cm przekroju i są jednak wykopywane 45–60cm pod powierzchnią terenu. Często prowadzone są w takiej odległości od okolicznej roślinności, by od dołu można było mieć dostęp do pożywnych korzeni. Nory mają wiele wejść, zazwyczaj w wylotem w poziomie lub skosem względem gruntu. W centralnej części systemu nor zbudowane jest okrągłe gniazdo wyścielone liśćmi gryki, prosa, turzycy lub trawami i spiżarnie na zapasy. Gniazdo jest owalne, z zagłębieniem na środku. Jego budowa jest zadaniem samicy, ale samiec również uczestniczy w pracach. Osobniki obu płci wspólnie zbierają na zewnątrz materiały przydatne do wyłożenia gniazda, rozdrabniają zębami i razem znoszą w pyszczkach do nory. W okresie wegetacji roślinności suwak mongolski gromadzi zapasy w spiżarniach, by móc z nich korzystać w okresie od września do marca lub kwietnia, bo tak długo trwa okres zimowy w miejscach jego występowania.
Nory poszczególnych kolonii powstają w zróżnicowanym zagęszczeniu, w zależności od regionu. Podczas badań w 1954 stwierdzono średnie zagęszczenie w przedziale 14–504 nor na 1 ha, lecz innym regionie Mongolii stwierdzono także znacznie większe zagęszczenie — nory były zbudowane co 10–15 metrów od siebie. Terytorium danej kolonii zajmuje przeciętnie 325 do 1550m².

## Tryb życia
W środowisku naturalnym żyją w stadach liczących 2–17 osobników, gdzieniegdzie tworzą niewielkie kolonie. Suwaki są zwierzętami o kilku fazach aktywności dobowej. Dwa najaktywniejsze okresy to świt i zmierzch, ale zachowują aktywność dzienną. Aktywność w ciągu dnia zależy od temperatury otoczenia.
Suwaki są dobrze przystosowane do ogromnej amplitudy temperatur jaka występuje w rejonach przez nie zamieszkiwane: -40 °C/+50 °C (roczne ekstrema), oraz małej ilości opadów: do 230 mm/rok. Organizm M. unguiculatus doskonale reguluje gospodarkę wodą. Kiedy jest ona dostępna wypija 0,039g w przeliczeniu na 1 gram wagi ciała dziennie. Po ograniczeniu dostępu do wody, przez kolejne 29 dni masa ciała spada, po czym się stabilizuje.
W utrzymywaniu czystości sierści i usuwaniu skutków jej przetłuszczenia pomagają suwakom regularne kąpiele w piasku.

### Rozród

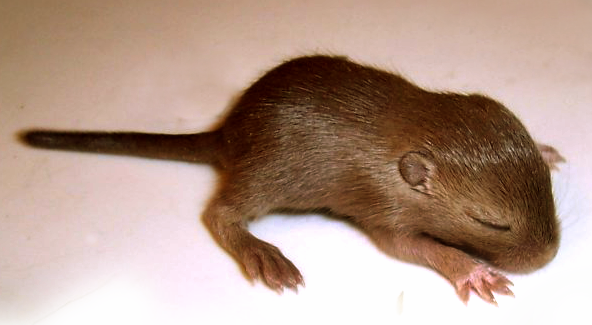
13-dniowy suwak mongolski

System socjalny suwaków wskazuje na monogamiczny charakter związków. Stwierdzone przypadki poligamii mogą być skutkiem agresywnego charakteru rywalizacji między samicami, jednak niektórzy zoolodzy uważają je za stosunkowo powszechne. Cykl miesiączkowy samicy suwaka ma 4–6 dni. Stwierdzono trzy fazy plamienia podczas cyklu, co może być pomocne w ustalaniu aktualnego stanu cyklu. Ciąża trwa 24–26 dni, lub 24 dni plus 8–30 godzin, a samica w tym czasie przybiera na wadze o około 10–30 g. Pierwszy podział jaja odbywa się w 22–24 godziny od zapłodnienia.
Poród najczęściej odbywa się w nocy. Poszczególne młode rodzą się w odstępach mniej więcej 10–15 minut, a cały poród trwa czasem ponad 1 godzinę — zależności od liczby płodów. Bywa ich 1–12, choć przeciętnie jest to 4–6 malców. Samica po porodzie zjada łożysko i ewentualne martwe płody. Jest płodna nawet bezpośrednio po porodzie.
Nowo narodzone suwaki są nagie, różowe, mają zamknięte oczy, zaś uszy przyklapnięte i niedrożne. Ważą wówczas po około 2,5 g, przy długości około 2,5 cm. Uszy otwierają się między 2 a 5 dniem życia, sierść pojawia się mniej więcej w 6–7 dniu, a zęby zaczynają się ujawniać między 10 a 16 dniem. Wówczas dopiero (16–20 dzień) otwierają się oczy. Samica karmi je do 20–30 dnia życia, kiedy to już są w stanie zjadać nasiona. Dojrzałość płciową samice uzyskują między 65 a 85 dniem, zaś samce między 70 a 85 dniem. Samice zachowują płodność do około 20 miesiąca życia.

### Długość życia
Żyją przeważnie 2–5 lat. 

### Znakowanie terenu
Suwaki przejawiają naturalną potrzebę do oznaczania własnego terytorium. Nanoszą na podłoże i napotkane przedmioty wydzielinę gruczołów brzusznych. Ponadto granice terytorium znakują wrzecionowatymi odchodami i moczem. Suwaki rozpoznają ślady członków swojego stada po zapachu. W stosunku do intruzów bywają agresywne. Walki pomiędzy rozjuszonymi samcami są często brutalne i nierzadko kończą się śmiercią jednego z osobników.

### Komunikacja
Suwaki mongolskie są zwierzętami socjalnymi, czego przejawem jest także potrzeba komunikowania się. Piszczenie suwaków najczęściej słychać podczas podniecenia seksualnego oraz podczas porozumiewania się samicy z młodymi. W czasie zagrożenia suwaki alarmują współtowarzyszy poprzez tupanie tylnymi łapami. Tupanie z nieco większą częstotliwością, trwające 2–30 sekund, bywa swoistym przerywnikiem stosowanym (raczej przez samce) pomiędzy fazami zalotów.

## Ekologia

### Żywienie
Myszoskoczki odżywiają się nasionami, trawami, owocami i zielonymi częściami roślin. Do ich menu należy bylice: Artemisia sieversiana, Artemisia commutata, solanka pagórkowa z rodziny komosowatych, włośnica zielona (Setaria viridis), wydmuchrzyca Leymus chinensis. W czasie obfitości pożywienia robią zapasy.

### Zagrożenia międzygatunkowe
W warunkach naturalnych suwak mongolski bywa głównym pokarmem wielu lokalnych drapieżników. Między innymi sokołowych, pójdziek bramińskich (Athene brama), oraz węży. Myszoskoczek jest czasem nosicielem infekcji. Podczas historycznych azjatyckich epiedmii dżumy należał do grona głównych rezerwuarów i nosicieli pałeczki dżumy. Wektorem były pchły pasożytujące na M.unguiculatus. Suwak mongolski w warunkach naturalnych może przekazywać włoskowca różycy oraz echinokokozę alweolarną.

## Hodowla
W 1935 20 par suwaków mongolskich zostało schwytanych przez japońskiego zoologa prof. C. Kasugę w Mongolii Wschodniej i wysłanych do japońskiego Instytutu Kitasato w celu założenia hodowli. Ze zwierząt pozyskanych z Kitasato w 1949 Michiko Nomura utworzyła kolejną hodowlę, tym razem w tokijskim Centralnym Laboratorium Zwierząt Laboratoryjnych.

### Zwierzęta laboratoryjne
Do Stanów Zjednoczonych M. unguiculatus trafił z tokijskiej hodowli w 1954 sprowadzony przez dr. Victora Schwentkera. Z Tokio do amerykańskiej Toomblebrock Farm w Brant Lake wysłano 11 par suwaków. Zasady postępowania w hodowli zostały opisane przez Schwentkera w 1963. Suwaki dość szybko zostały docenione jako zwierzęta o bardzo krótkim okresie aklimatyzacji, wymagające mało opieki i wydalające małe ilości moczu, co pozwalało na łatwiejsze utrzymywanie czystości w klatkach. Cztery samce i pięć samic z grupy przywiezionej przez Schwentkera dało początek masowej reprodukcji tych zwierząt dla celów laboratoryjnych dla instytucji badawczych w USA.
Z czasem suwaki mongolskie zostały wykorzystane w ogromnej ilości badań farmakologicznych. Badano — między innymi — wpływ prochlorperazyny na metabolizm (1963), efekty działania leków uspokajających (1966), zachowanie się kątnicy pod wpływem nikotyny, acetylochiliny oraz wstrzymywanie reakcji organizmu na działanie atropiny, morfiny i epinefryny (1967). W latach 1960. zaczęły się laboratoryjne badania nad nowotworami z użyciem suwaków mongolskich. Badano także reakcje organizmów tych zwierząt na działanie licznych pasożytów — między innymi: bąblowiec (Echinococcus), Leptospira, Trichostrongylus, Nematospiroides, Haemobartonella, Litomosoides, Dipetalonema, motylicy wątrobowej, Ascaris, Toxoplasma gondii oraz bakterii, jak prątek trądu (Mycobacterium leprae), prątek gruźlicy czy pałeczka krztuśca. M. unguiculatus były poddawane także badaniom odporności na promieniowanie, w których wykazały niezwykły poziom odporności.

#### Inbred w hodowli
Przez kilkadziesiąt lat hodowle mnożyły pokolenia suwaków będących potomkami wspólnych przodków pochodzących z odłowu tych zwierząt w 1935. W 1995 roku dokonano porównania różnic między generacjami hodowlanymi suwaków mongolskich a ich krewnymi żyjącymi na wolności. Badania wykazały typowe oznaki udomowienia: większa masa ciała, z dużą różnorodność budowy, większa wątroba oraz jądra u samców, a mniejszy mózg (o 17,7%), mniejszy mięsień sercowy, płuca, nerki, uzębienie. Liczniejsze są też mioty: przeciętnie 5,6 młodych u suwaków z laboratorium, zaś średnio 4 u zwierząt odłowionych do badań z naturalnego środowiska. Stwierdzono też dryf genetyczny − pod względem genetycznym suwaki z hodowli są znacznie mniej zróżnicowane od swych kuzynów z Mongolii. Suwaki odłowione z wolności nie przejawiają napadowych potrzeb nieustannego kopania w podłożu, co jest częstą przypadłością tych zwierząt w niewoli, ani napadów epileptycznych, które dotykają suwaki z hodowli. Zoolodzy stwierdzili także, że zaobserwowane zmiany będące skutkiem udomowiania już po narodzinach kilku kolejnych pokoleń wolnych suwaków mongolskich odłowionych do hodowli. Zoolodzy wskazują, że wobec tak znacznych różnic, jakie po udomowieniu M. unguiculatus zachodzą na skutek inbredu, zwierzęta te winny być traktowane jako suwaki laboratoryjne – z oznaczeniem Meriones unguiculatus forma domestica.

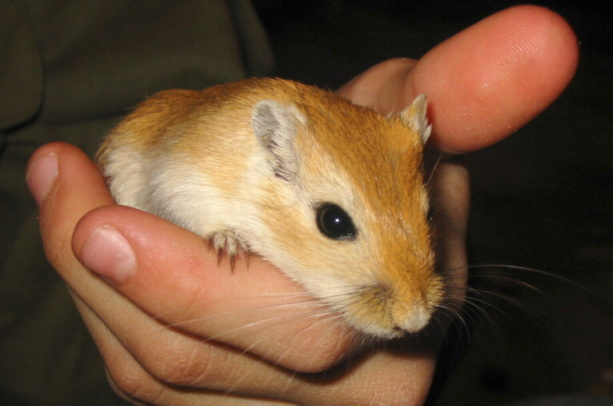
Suwak mongolski w hodowli domowej

### Hodowla hobbystyczna
Suwaki mongolskie przejawiają inteligentne zachowania, zarówno w ich naturalnym środowisku, jak i w niewoli. Ich łatwość w adaptacji do zmiennych warunków sprawia, że mogą i są hodowane w wielu częściach świata. Pierwszy udokumentowany przypadek domowej hodowli suwaka mongolskiego miał miejsce w Wielkiej Brytanii w 1961 roku. Obecnie suwak mongolski jest rozpowszechnionym w hodowli hobbystycznej gatunkiem z podrodziny suwaków (Gerbillinae).

#### Warunki do hodowli
Temperatura otoczenia powinna się kształtować 20–24 °C, przy wilgotności powietrza 35–55%, a więc niższej niż dla innych zwierząt laboratoryjnych. Przy zbyt wysokiej wilgotności organizm suwaka nie ma możliwości odparowywania wody, na skutek czego uaktywniają się przyoczne gruczoły (harderian gland), których wydzielina trafia do sierści, która z kolei nabiera wyglądu zmierzwionego.
Wiwarium — suwaki mongolskie powinny być hodowane w przestrzeni o powierzchni (np. klatka, terrarium, kombinacja akwarium i klatki) nie mniejszej niż 1200cm² i wysokości nie mniejszej niż 18cm z grubą (min. 5 cm) warstwą podłoża do kopania. Należy jednak pamiętać, że są to wymiary minimalne.
Poidło na wodę — najlepiej kulkowe.
Karma — specjalistyczne pokarmy można nabyć w sklepach zoologicznych; podawane w stabilnej (raczej porcelanowej niż plastikowej) miseczce na karmę.
Gniazdo. Suwaki potrzebują zaciemnionego pudełka/skrzynki na sztuczne gniazdo (min.13cm x 13cm x 13cm) z rurą Φ 5cm o długości minimum 20cm, która ma imitować korytarz nory
Konary do gryzienia — suwaki mongolskie, podobnie jak wiele innych gryzoni, potrzebują regularnie ścierać zęby. Suwaki chętnie gryzą wszystkie znalezione przedmioty — z nudów oraz z wrodzonej potrzeby rozdrabniania wszystkiego, co może się przydać do urządzenia gniazda. Do tego celu w lokum należy umieścić drewniany konar.
Kółko, czyli karuzelka do biegania — o średnicy minimum 30cm, z bieżnią bez szczebelków, lecz o powierzchni litej lub wykonanej z gęstej kratki.
Piasek — do regularnych suchych kąpieli higienicznych potrzebny jest piasek lub pył wulkaniczny oraz pojemnik, w którym kąpiele mogą być wykonywane.

#### Umaszczenie
Suwaki mongolskie żyjące w naturze mają umaszczenie w kolorze aguti. Spotykane — wyłącznie w hodowlach — liczne odmiany kolorystycznne są wynikiem mutacji. Hodowcy wymieniają szereg nazw umaszczenia: Golden Agouti, Grey Agouti, Argente (albo Golden Argente lub Cinnamon, Black, Himalayan (albo Dark Tailed White), Algerian Fox (także Dark Eyed Honey lub Sooty Fawn), Nutmeg, Blue Fox (lub Silver Nutmeg), Lilac, Polar Fox (lub Shadow), Pink Eyed White, Red Fox (Saffron lub Argente Nutmeg lub Orange), Siamese, Slate, Yellow Fox (lub Red Eyed Algerian Fox).

#### Zachowaniew hodowli
Suwaki w niewoli przejawiają wiele zachowań odwołujących się do sposobu funkcjonowania na wolności, ale także często elementy ich sposobu bycia ewoluują lub zmieniają się znacząco. Jednym z przejawów jest nocna aktywność, szczególnie obserwowana w sytuacji, gdy karuzelka jest zainstalowana w klatce na stałe. Zoolodzy uważają, że aktywność nocna jest prawdopodobnie artefaktem indukowanym przez samą obecność karuzelki.
Suwaki w niewoli wykazują nieustanną potrzebę gryzienia przedmiotów. Przyczyny mogą być dwojakiej natury. Po pierwsze mogą wynikać z naturalnej potrzeby rozdrabniania znalezionych elementów otoczenia dla budowy gniazda.
Drugą przyczyną może być zbyt ciasna klatka, przygnębienie lub nuda. Wówczas zwierzę gryzie pręty, by się wydostać lub zwrócić na siebie uwagę.
Innym istotnym zachowaniem suwaka mongolskiego jest ciągła potrzeba kopania dołów. Hodowcy obserwują nieustanne próby kopania nawet w twardym podłożu. Jest to naturalna potrzeba przeniesiona z życia w norach. Jednak poziom nasilenia odruchowego kopania jest zdaniem zoologów skutkiem stosowania niewłaściwych warunków przechowywania zwierząt w hodowach.
M. unguiculatus w hodowli zachowuje także potrzebę regularnych kąpieli w piasku, które w naturze pozwalają na pozbycie się z futra zanieczyszczeń. Również w niewoli te zabiegi kosmetyczne są dla suwaka niezbędne.